# Colline-Beaumont
Colline-Beaumont est une commune française située dans le département du Pas-de-Calais en région Hauts-de-France. Ses habitants sont appelés les Collinois.
La commune fait partie de la communauté d'agglomération des Deux Baies en Montreuillois qui regroupe 46 communes et compte 65 760 habitants en 2021.

## Géographie

### Localisation
Localisée dans l'extrême sud-ouest du département du Pas-de-Calais et limitrophe du département de la Somme, Colline-Beaumont est un village-rue rural du Marquenterre drainé par le fleuve côtier l'Authie et situé, à vol d'oiseau, à 9 kilomètres de la Manche, à 10 km au sud-est de la commune de Berck (aire d'attraction) et à 15 km au sud-ouest de la commune de Montreuil-sur-Mer (chef-lieu d'arrondissement).
Le territoire de la commune est limitrophe de ceux de quatre communes, dont deux, Quend et Villers-sur-Authie, dans le département de la Somme.
Les communes limitrophes sont Conchil-le-Temple, Tigny-Noyelle, Quend et Villers-sur-Authie.

### Géologie et relief
La superficie de la commune est de 4,6 km2 ; son altitude varie de 2  à   42 m.

### Hydrographie
Le territoire de la commune est situé dans le bassin Artois-Picardie.
La commune est traversée, au sud, par le fleuve côtier l'Authie, cours d'eau naturel non navigable de 108,18 km, qui prend sa source dans la commune de Coigneux, dans le département de la Somme, et se jette dans la Manche entre les communes de Fort-Mahon-Plage et de Berck, et le canal des Masures, cours d'eau naturel non navigable de 6,56 km, qui prend sa source dans la commune de Rue, se jette dans l'Authie au niveau de la commune.

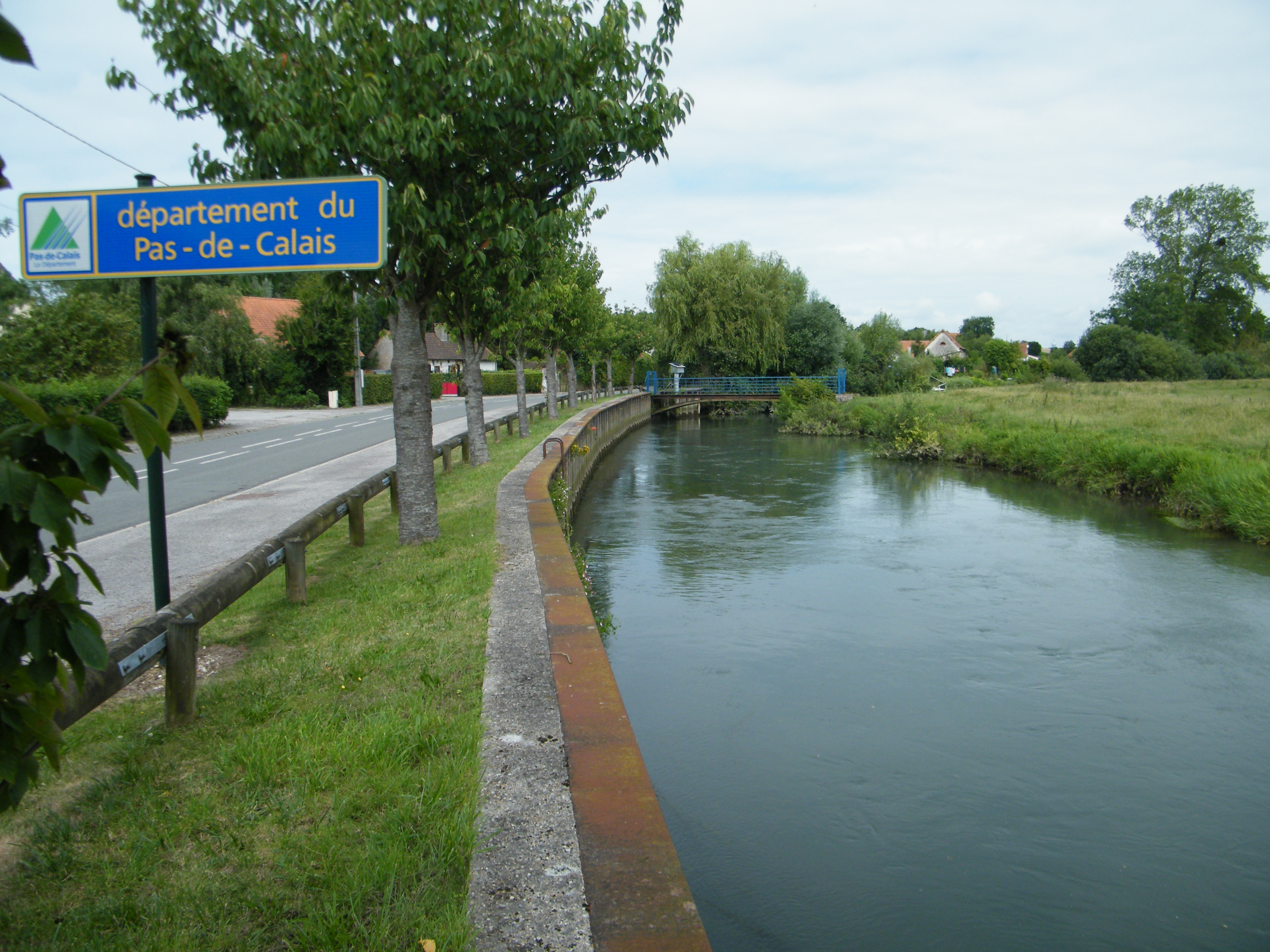
L'Authie à Colline-Beaumont.
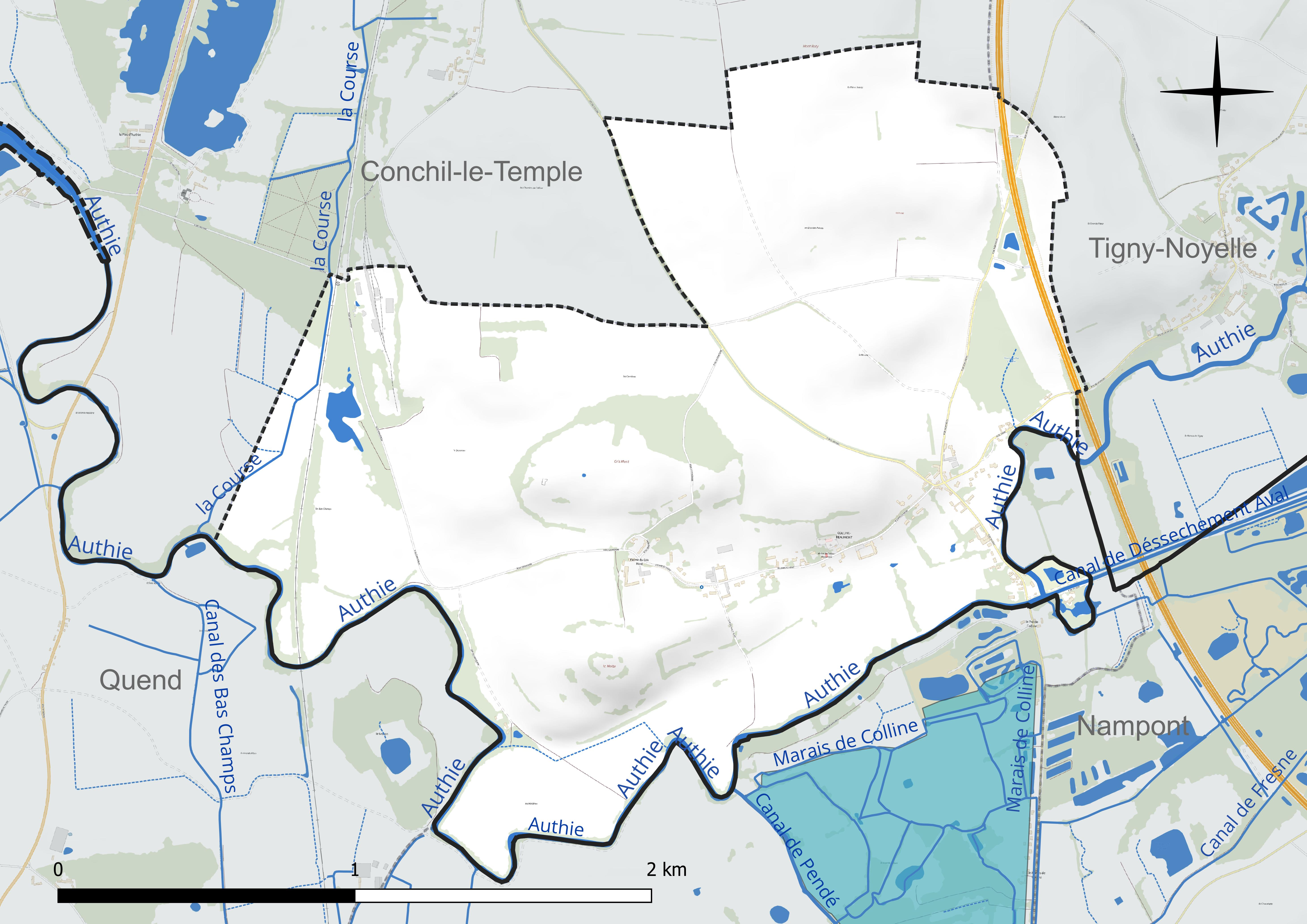
Le réseau hydrographique de Colline-Beaumont[Note 1].

### Climat
Pour des articles plus généraux, voir Climat des Hauts-de-France et Climat du Pas-de-Calais.
En 2010, le climat de la commune est de type climat océanique franc, selon une étude du CNRS s'appuyant sur une série de données couvrant la période 1971-2000. En 2020, Météo-France publie une typologie des climats de la France métropolitaine dans laquelle la commune est exposée à un climat océanique et est dans la région climatique Côtes de la Manche orientale, caractérisée par un faible ensoleillement (1 550 h/an) ; forte humidité de l’air (plus de 20 h/jour avec humidité relative > 80 % en hiver), vents forts fréquents.
Pour la période 1971-2000, la température annuelle moyenne est de 10,5 °C, avec une amplitude thermique annuelle de 12,8 °C. Le cumul annuel moyen de précipitations est de 817 mm, avec 12,1 jours de précipitations en janvier et 8 jours en juillet. Pour la période 1991-2020, la température moyenne annuelle observée sur la station météorologique la plus proche, située sur la commune du Touquet-Paris-Plage à 21 km à vol d'oiseau, est de 11,2 °C et le cumul annuel moyen de précipitations est de 888,8 mm,. Pour l'avenir, les paramètres climatiques de la commune estimés pour 2050 selon différents scénarios d'émission de gaz à effet de serre sont consultables sur un site dédié publié par Météo-France en novembre 2022.

### Paysages
Pour un article plus général, voir Paysage en France.
La commune est située à la jonction de deux paysages tel que défini dans l’atlas des paysages de la région Nord-Pas-de-Calais, conçu par la direction régionale de l'Environnement, de l'Aménagement et du Logement (DREAL), :
- le « paysage du val d’Authie », qui concerne 83 communes, se délimite : au sud, dans le département de la  Somme par le « paysage de l’Authie et du Ponthieu, dépendant de l’atlas des paysages de la Picardie et au nord et à l’est par les paysages du Montreuillois, du Ternois et les paysages des plateaux cambrésiens et artésiens. Le caractère frontalier de la vallée de l’Authie, aujourd’hui entre le Pas-de-Calais et la Somme, remonte au Moyen Âge où elle séparait le royaume de France du royaume d’Espagne, au nord.

Son coteau Nord est net et escarpé alors que le coteau Sud offre des pentes plus douces. À l’Ouest, le fleuve s’ouvre sur la baie d'Authie, typique de l’estuaire picard, et se jette dans la Manche. Avec son vaste estuaire et les paysages des bas-champs, la baie d’Authie contraste avec les paysages plus verdoyants en amont.
L’Authie, entaille profonde du plateau artésien, a créé des entités écopaysagères prononcées avec un plateau calcaire dont l’altitude varie de 100  à   163 m qui s’étend de chaque côté du fleuve. L’altitude du plateau décline depuis le pays de Doullens, à l'est (point culminant à 163 m), vers les bas-champs picards, à l'ouest (moins de 40 m). Le fond de la vallée de l’Authie, quant à lui, est recouvert d’alluvions et de tourbes. L’Authie est un fleuve côtier classé comme cours d'eau de première catégorie où le peuplement piscicole dominant est constitué de salmonidés. L’occupation des sols des paysages de la Vallée de l’Authie est composée pour 70 % en culture ;
- le « paysage des dunes et estuaires d’Opale », qui concerne 23 communes, s’étend le long de la côte sur environ 30 kilomètres, de la baie d’Authie à Équihen-Plage, et sur deux à quatre kilomètres de large. Les paysages des dunes et des estuaires cèdent la place aux abrupts des falaises, au niveau d’Equihen-Plage. Les dunes littorales se sont constituées récemment, depuis le Moyen Âge, et ont envahi le relief intérieur en constituant des dunes plaquées sur les falaises fossiles, spécificité locale. Les résurgences de sources au pied de ces falaises proviennent de la nappe de la craie et sont à l’origine de nombreux ruisseaux et zones humides dans les Bas-Champs, surtout visibles entre Étaples et Rang-du-Fliers.

Ce paysage des dunes et estuaires d’Opale est constitué : d’un peu plus de 40 % de dunes et de plages, dont 28 % d’espaces dunaires, dont certains sont boisés comme à Hardelot-Plage et au Touquet-Paris-Plage ; de 22 et 25 % au niveau de la baie d’Authie et des Bas Champs, Bas Champs majoritairement en prairies ; de 20 % par les communes et d’un peu plus de 5 % par les cours d’eau et les marais arrière-littoraux, entre Merlimont et Rang-du-Fliers, comme le marais de Balançon défini réseau Natura 2000.

### Milieux naturels et biodiversité

#### Espace protégé et géré
La protection réglementaire est le mode d’intervention le plus fort pour préserver des espaces naturels remarquables et leur biodiversité associée.
Dans ce cadre, la commune fait partie d'un espace protégé : la baie de Somme, domaine continental et marin, zone humide protégée par la convention de Ramsar, d’une superficie de 19 109 ha réparties sur 33 communes, dont cinq dans le département du Pas-de-Calais et 28 dans le département de la Somme.

#### Zone naturelle d'intérêt écologique, faunistique et floristique
L’inventaire des zones naturelles d'intérêt écologique, faunistique et floristique (ZNIEFF) a pour objectif de réaliser une couverture des zones les plus intéressantes sur le plan écologique, essentiellement dans la perspective d’améliorer la connaissance du patrimoine naturel national et de fournir aux différents décideurs un outil d’aide à la prise en compte de l’environnement dans l’aménagement du territoire.
Le territoire communal comprend une ZNIEFF de type 2 : la basse Vallée de l’Authie et ses versants entre Douriez et l’estuaire. Cette ZNIEFF forme une longue dépression au fond tourbeux  et offre plus de 4 000 ha de marais, de prairies humides et d'étangs.

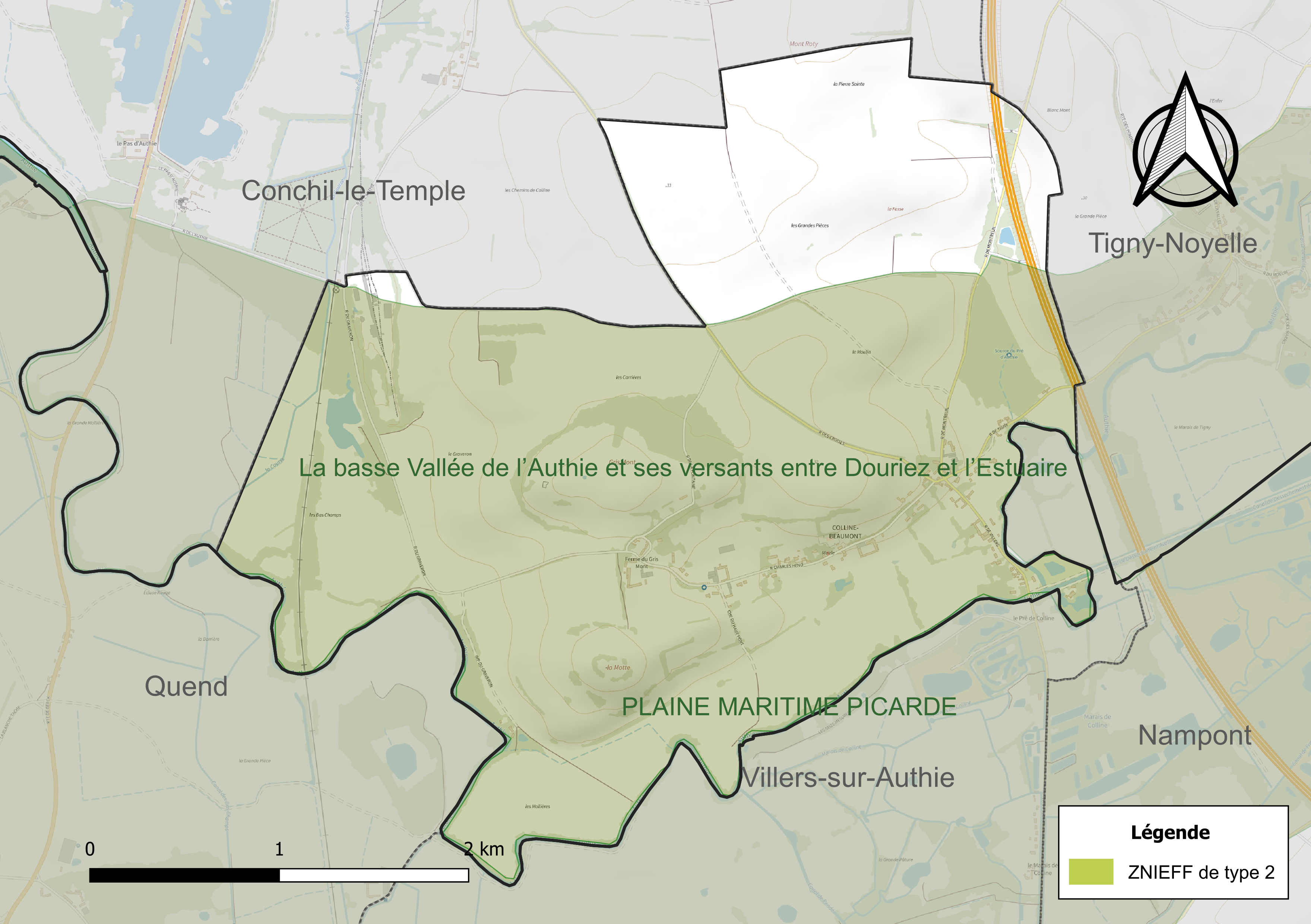
Carte de la ZNIEFF sur la commune.

#### Site Natura 2000
Le réseau Natura 2000 est un réseau écologique européen de sites naturels d’intérêt écologique élaboré à partir des directives « habitats » et « oiseaux ». Ce réseau est constitué de zones spéciales de conservation (ZSC) et de zones de protection spéciale (ZPS). Dans les zones de ce réseau, les États membres s'engagent à maintenir dans un état de conservation favorable les types d'habitats et d'espèces concernés, par le biais de mesures réglementaires, administratives ou contractuelles.
Sur la commune, un site Natura 2000 de type B est défini en site d'importance communautaire (SIC) : les prairies et marais tourbeux de la basse vallée de l'Authie, d'une superficie de 307 ha.

## Urbanisme

### Typologie
Au 1er janvier 2024, Colline-Beaumont est catégorisée commune rurale à habitat très dispersé, selon la nouvelle grille communale de densité à sept niveaux définie par l'Insee en 2022.
Elle est située hors unité urbaine. Par ailleurs la commune fait partie de l'aire d'attraction de Berck, dont elle est une commune de la couronne,. Cette aire, qui regroupe 19 communes, est catégorisée dans les aires de moins de 50 000 habitants,.

### Occupation des sols
L'occupation des sols de la commune, telle qu'elle ressort de la base de données européenne d’occupation biophysique des sols Corine Land Cover (CLC), est marquée par l'importance des territoires agricoles (99,2 % en 2018), en augmentation par rapport à 1990 (96 %). La répartition détaillée en 2018 est la suivante : 
terres arables (67,4 %), prairies (28,6 %), zones agricoles hétérogènes (3,2 %), zones humides intérieures (0,8 %). L'évolution de l’occupation des sols de la commune et de ses infrastructures peut être observée sur les différentes représentations cartographiques du territoire : la carte de Cassini (XVIIIe siècle), la carte d'état-major (1820-1866) et les cartes ou photos aériennes de l'IGN pour la période actuelle (1950 à aujourd'hui).

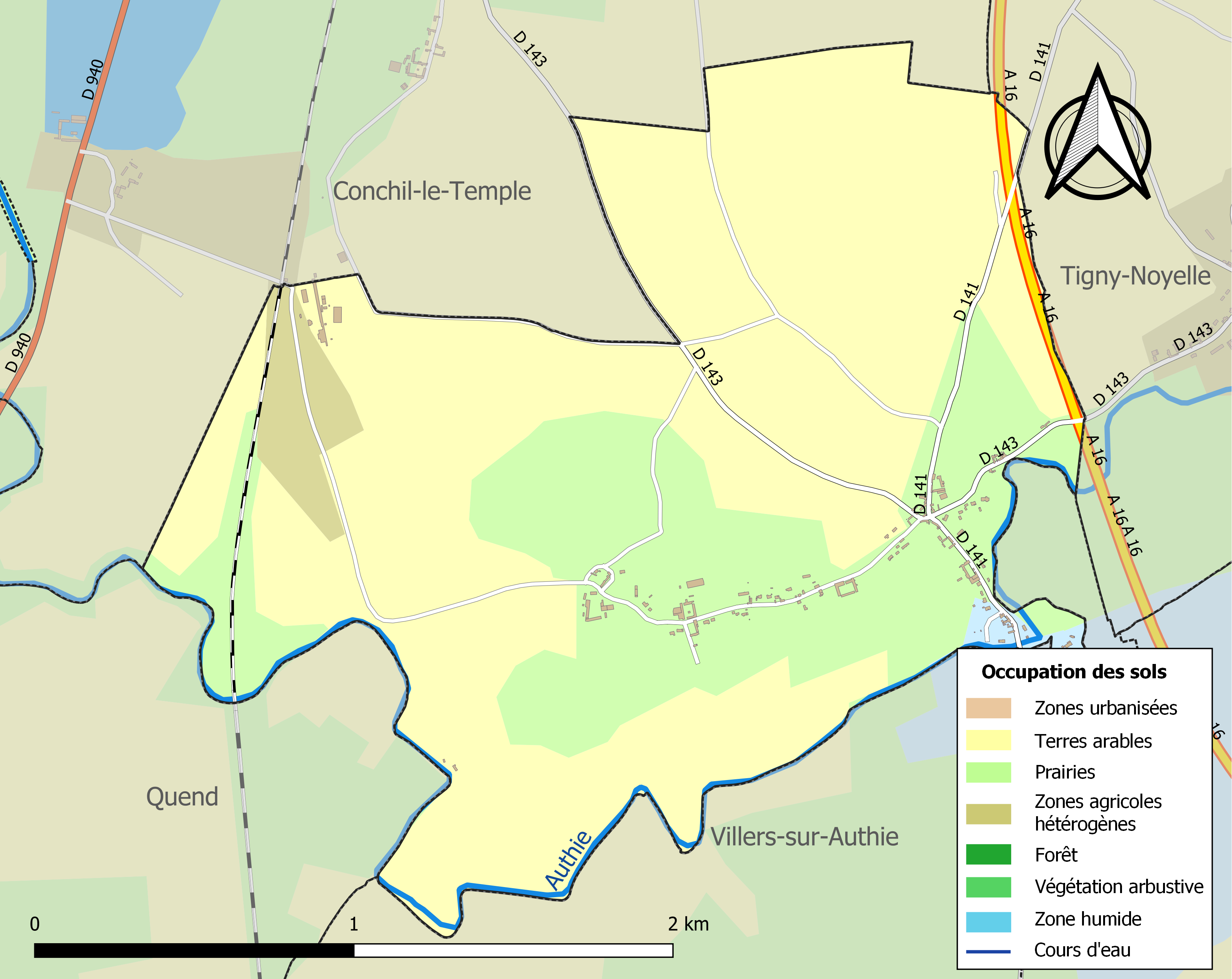
Carte des infrastructures et de l'occupation des sols de la commune en 2018 (CLC).

### Voies de communication et transports

#### Voies de communication
La commune est traversée à l'est par l'autoroute A16 et à l'est par la Ligne de Longueau à Boulogne-Ville, aisément accessible par l'ex-route nationale 40 (actuelle RD 940).

#### Transports
La gare la plus proche de la commune est celle de Rang-du-Fliers - Verton (10 km), desservie par des trains :
- TGV inOui, reliant Rang-du-Fliers - Verton à Paris-Nord ;
- TER Hauts-de-France, qui effectuent des missions entre Paris-Nord ou Amiens, et Calais-Ville[26].

### Risques naturels et technologiques

#### Risque inondation
À la suite du passage des tempêtes Ciarán, Domingos et Elisa et des inondations et coulées de boue qui se sont produites, la commune est reconnue, par arrêté du 14 novembre 2023, en état de catastrophe naturelle pour inondations et coulées de boue sur la période du 2 au 12 novembre 2023, comme 179 autres communes du département.

## Toponymie
Le nom de la localité est attesté sous les formes : Colines (1143), Colinae (1154), Colines (1720), Collines (1793), Colline et Colline-Beaumont depuis 1801.
La localité tient son nom de la topographie des lieux, faite de collines et de monts.

## Histoire
.

Colline-Beaumont sur la carte d'état-major de la Baie d'Authie en 1886

Au XVe siècle, Simon de Collines, originaire de Pont-à-Collines, a lancé l'utilisation des caractères italiques et grecs en imprimerie.

## Politique et administration

### Découpage territorial
La commune se trouve depuis 1926 dans l'arrondissement de Montreuil du département du Pas-de-Calais.

#### Commune et intercommunalités
Colline-Beaumont était membre de la communauté de communes Opale sud, un établissement public de coopération intercommunale (EPCI) à fiscalité propre à laquelle elle avait adhéré lors de sa création fin 2001.
Dans le cadre des dispositions de la loi portant nouvelle organisation territoriale de la République (Loi NOTRe) du 7 août 2015, qui prévoit que les établissements publics de coopération intercommunale (EPCI) à fiscalité propre doivent avoir un minimum de 15 000 habitants, la proposition 6 du projet de schéma départemental de coopération intercommunale de 2015 prescrit la fusion des trois communautés de communes  du Montreuillois (qui n'atteint pas ce seuil), la Opale Sud et Mer et Terres d'Opale pour constituer une nouvelle agglomération de 70 000 habitants
C'est ainsi qu'est créée le 1er janvier 2017, après consultation des conseils municipaux et communautaires concernés, la communauté d'agglomération des Deux Baies en Montreuillois dont est désormais membre la commune.

#### Circonscriptions administratives
La commune fait partie de 1801 à 1991 du canton de Montreuil, année ou elle intègre le canton de Berck. Dans le cadre du redécoupage cantonal de 2014 en France, cette organisation territoriale administrative a disparu, le canton n'est plus qu'une circonscription électorale.

#### Circonscriptions électorales
La commune fait partie depuis 1986 de la quatrième circonscription du Pas-de-Calais.

### Élections municipales et communautaires

#### Liste des maires
| Période                                  | Période                      | Identité        | Étiquette | Qualité                                            |
| ---------------------------------------- | ---------------------------- | --------------- | --------- | -------------------------------------------------- |
| Les données manquantes sont à compléter. |                              |                 |           |                                                    |
|                                          |                              | Roger Huré,     |           | Agriculteur                                        |
| mars 1989                                | 2008                         | Georges Cornu   | DVD       |                                                    |
| mars 2008                                | 2020                         | Gérard Jégou,   |           | Manipulateur en imagerie médicale retraité du CHAM |
| 28 mai 2020                              | En cours (au 6 février 2022) | Valérie Delorme |           | Secrétaire,                                        |

## Équipements et services publics

### Justice, sécurité, secours et défense
La commune dépend du tribunal de proximité de Montreuil-sur-Mer, du conseil de prud'hommes de Boulogne-sur-Mer, du tribunal judiciaire de Boulogne-sur-Mer, de la cour d'appel de Douai, du tribunal de commerce de Boulogne-sur-Mer, du tribunal administratif de Lille, de la cour administrative d'appel de Douai et du tribunal pour enfants de Boulogne-sur-Mer.

## Population et société

### Démographie
Les habitants sont appelés les Collinois.

#### Évolution démographique
L'évolution du nombre d'habitants est connue à travers les recensements de la population effectués dans la commune depuis 1793. Pour les communes de moins de 10 000 habitants, une enquête de recensement portant sur toute la population est réalisée tous les cinq ans, les populations de référence des années intermédiaires étant quant à elles estimées par interpolation ou extrapolation. Pour la commune, le premier recensement exhaustif entrant dans le cadre du nouveau dispositif a été réalisé en 2005.

En 2022, la commune comptait 129 habitants, en évolution de −5,84 % par rapport à 2016 (Pas-de-Calais : −0,72 %, France hors Mayotte : +2,11 %).
| 1793 | 1800 | 1806 | 1821 | 1831 | 1836 | 1841 | 1846 | 1851 |
| ---- | ---- | ---- | ---- | ---- | ---- | ---- | ---- | ---- |
| 127  | 158  | 138  | 168  | 167  | 172  | 162  | 153  | 172  |

| 1856 | 1861 | 1866 | 1872 | 1876 | 1881 | 1886 | 1891 | 1896 |
| ---- | ---- | ---- | ---- | ---- | ---- | ---- | ---- | ---- |
| 159  | 158  | 161  | 187  | 187  | 171  | 160  | 187  | 189  |

| 1901 | 1906 | 1911 | 1921 | 1926 | 1931 | 1936 | 1946 | 1954 |
| ---- | ---- | ---- | ---- | ---- | ---- | ---- | ---- | ---- |
| 179  | 159  | 146  | 146  | 147  | 108  | 123  | 122  | 116  |

| 1962 | 1968 | 1975 | 1982 | 1990 | 1999 | 2005 | 2006 | 2010 |
| ---- | ---- | ---- | ---- | ---- | ---- | ---- | ---- | ---- |
| 121  | 93   | 92   | 74   | 94   | 118  | 138  | 140  | 133  |

| 2015 | 2020 | 2022 | - | - | - | - | - | - |
| ---- | ---- | ---- | - | - | - | - | - | - |
| 137  | 128  | 129  | - | - | - | - | - | - |

#### Pyramide des âges
En 2018, le taux de personnes d'un âge inférieur à 30 ans s'élève à 34,4 %, soit en dessous de la moyenne départementale (36,7 %). À l'inverse, le taux de personnes d'âge supérieur à 60 ans est de 30,4 % la même année, alors qu'il est de 24,9 % au niveau départemental.
En 2018, la commune comptait 64 hommes pour 70 femmes, soit un taux de 52,24 % de femmes, légèrement supérieur au taux départemental (51,5 %).
Les pyramides des âges de la commune et du département s'établissent comme suit.
| Hommes | Classe d’âge | Femmes |
| ------ | ------------ | ------ |
| 1,6    | 90 ou +      | 4,5    |
| 6,6    | 75-89 ans    | 9,0    |
| 18,0   | 60-74 ans    | 20,9   |
| 24,6   | 45-59 ans    | 14,9   |
| 16,4   | 30-44 ans    | 14,9   |
| 23,0   | 15-29 ans    | 19,4   |
| 9,8    | 0-14 ans     | 16,4   |

| Hommes | Classe d’âge | Femmes |
| ------ | ------------ | ------ |
| 0,5    | 90 ou +      | 1,6    |
| 5,6    | 75-89 ans    | 8,9    |
| 16,7   | 60-74 ans    | 18,1   |
| 20,2   | 45-59 ans    | 19,2   |
| 18,9   | 30-44 ans    | 18,1   |
| 18,2   | 15-29 ans    | 16,2   |
| 19,9   | 0-14 ans     | 17,9   |

### Sports et loisirs
La boucle de la basse vallée (9 km) et celle de Noyelle (3,5 km) sont offertes aux marcheurs.

## Culture locale et patrimoine

### Lieux et monuments
- L'église Saint-Martin.
- Le monument aux morts[49].

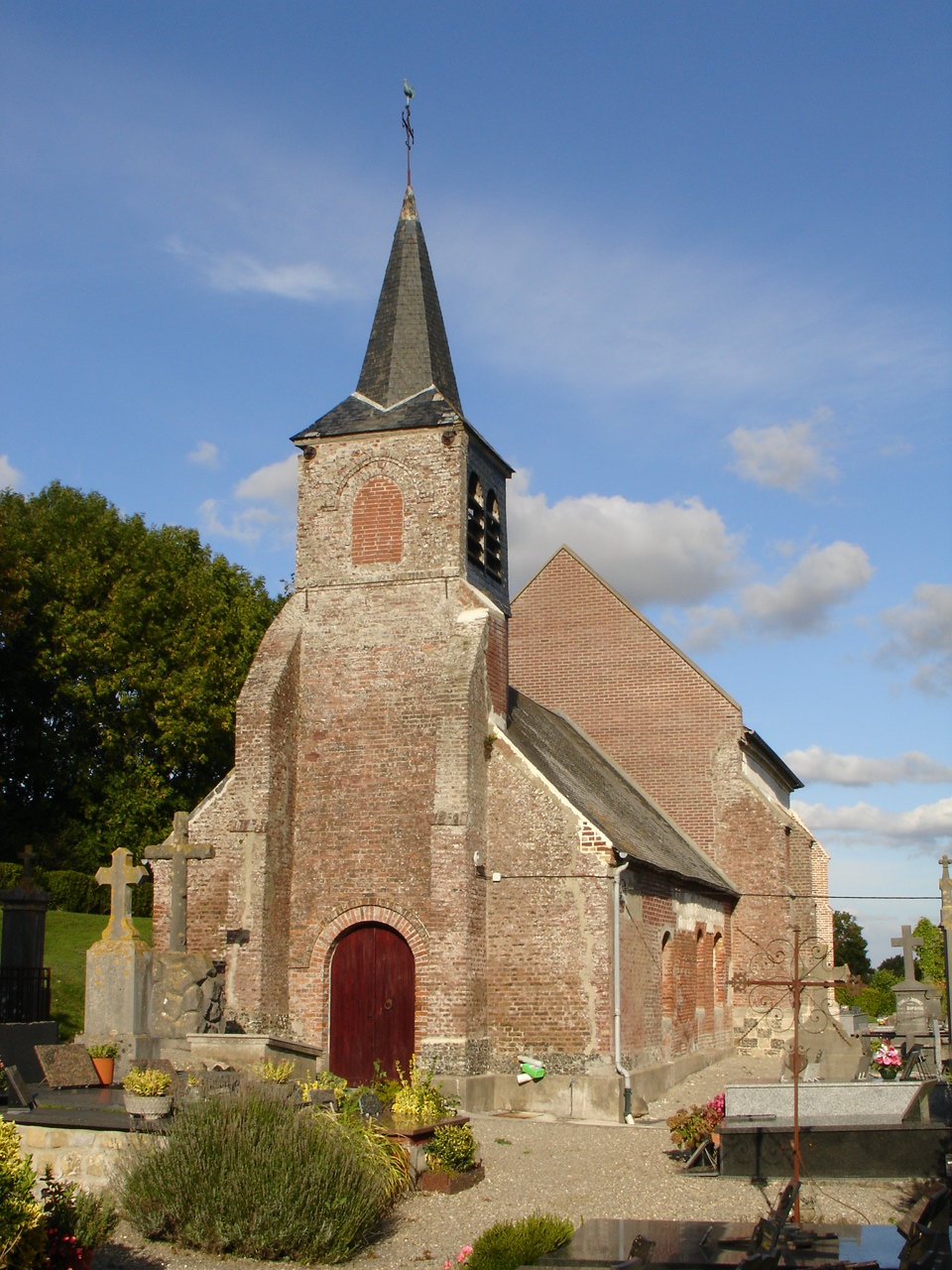
L'église Saint-Martin
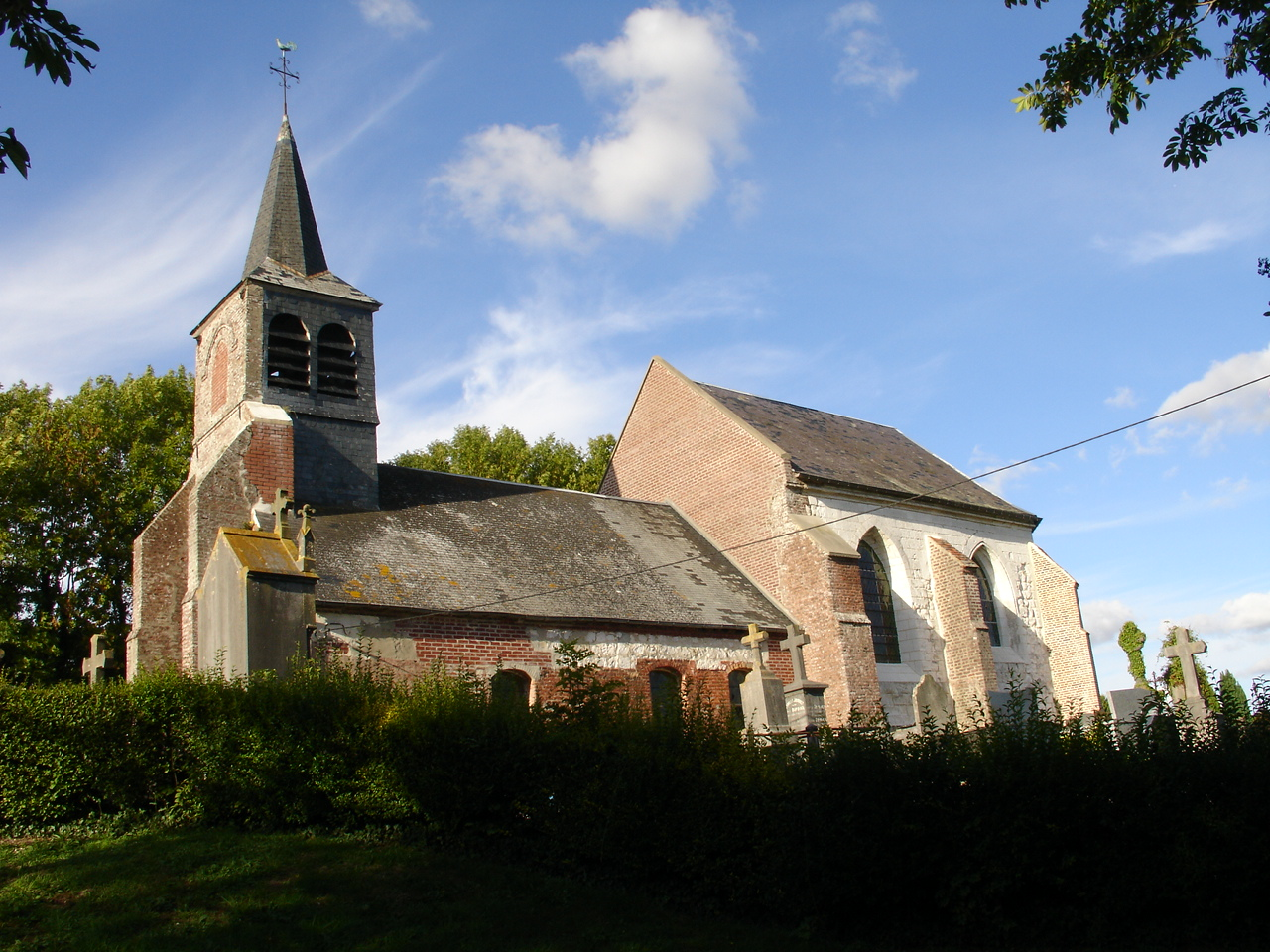
Autre vue de l'église.
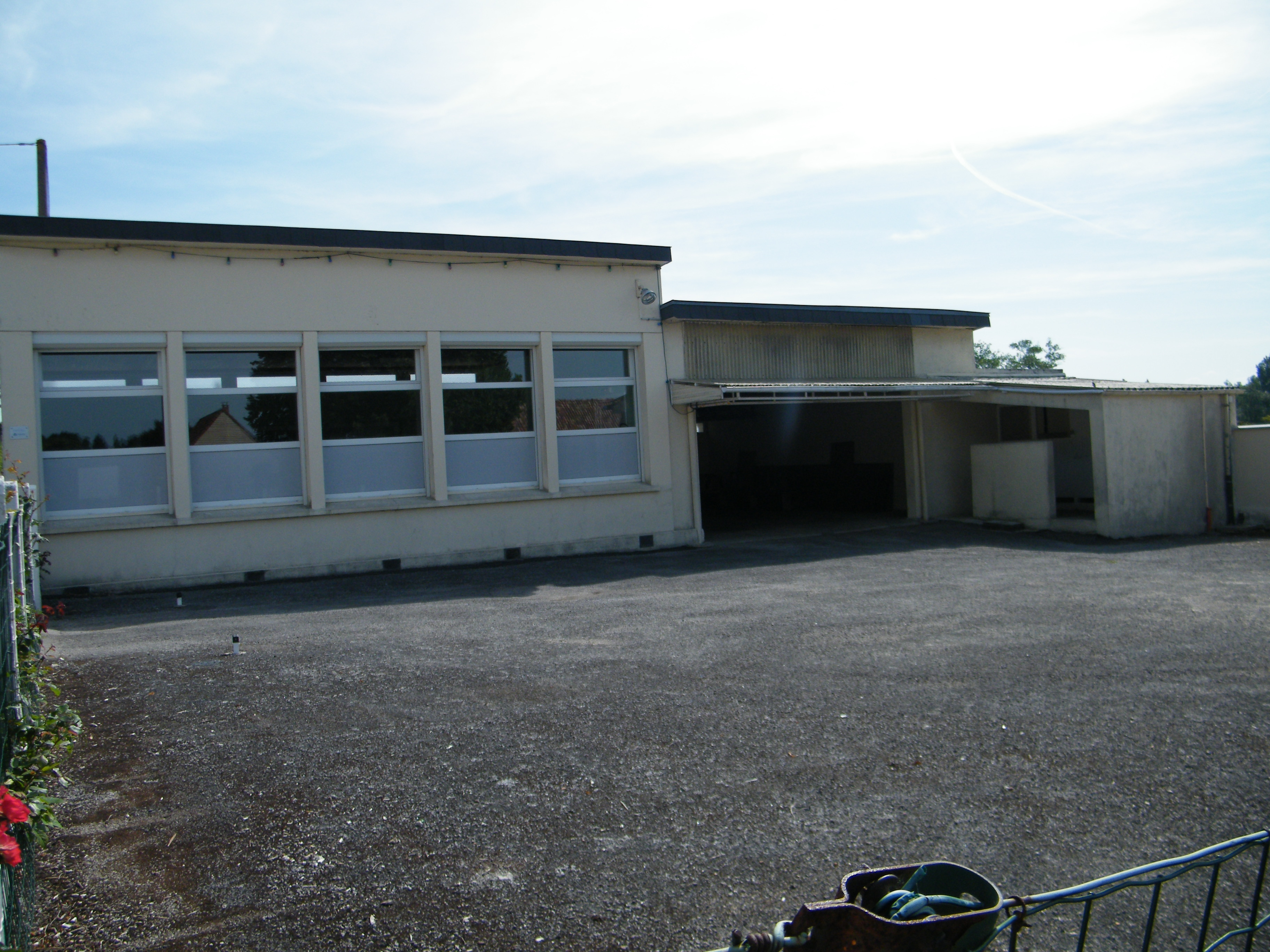
L'école est devenue salle communale.
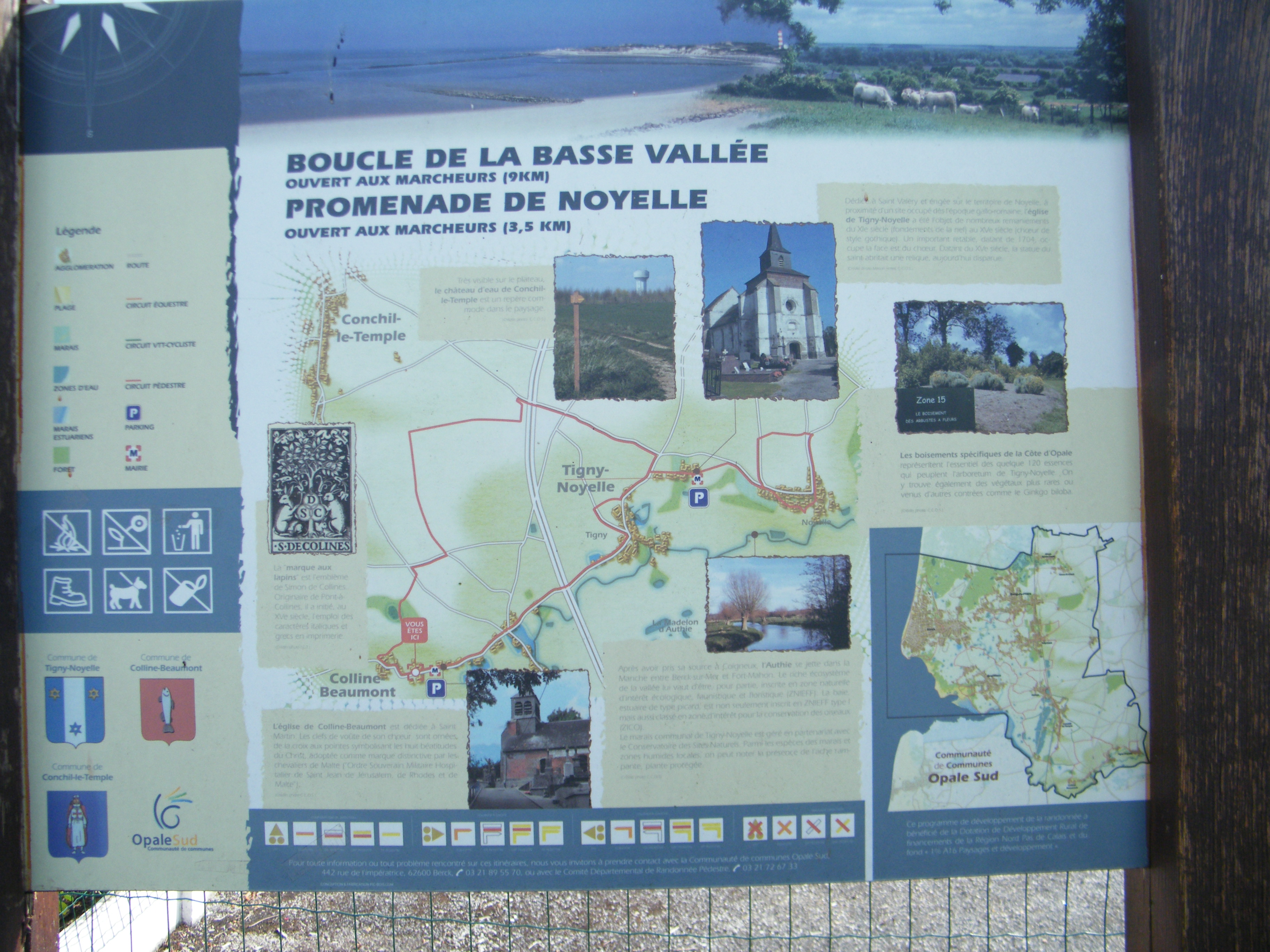
Panneau d'informations.

### Héraldique
| Blason de Colline-Beaumont | Blason  | De gueules au saumon d'argent posé en pal. |
| Blason de Colline-Beaumont | Détails | Ces armes symboliseraient l'abondance, jadis, des saumons dans la rivière d'Authie ; une abondance dont souffraient notamment, les moines de l'abbaye de Valloires, "condamnés" à en manger, malgré leurs réclamations, durant tout le temps du Carême. Adopté par la municipalité. |

## Pour approfondir